# Starship HLS

Immagine che mostra i lanci necessari e le operazioni dei veicoli spaziali coinvolti nella missione Artemis 3.

Starship HLS (Starship Human Landing System) è una variante del veicolo spaziale Starship che dovrebbe trasferire gli astronauti da un'orbita lunare alla superficie della Luna. È stato progettato e costruito da SpaceX nell'ambito del contratto Human Landing System con la NASA come elemento critico del programma Artemis per far atterrare un equipaggio sulla Luna.
Il piano della missione prevede che un vettore Super Heavy lanci una Starship HLS in orbita terrestre, dove verrà rifornita di carburante da più astronavi cargo Starship prima di lanciarsi in direzione della Luna. In orbita lunare attraccherà alla stazione spaziale Gateway da dove un equipaggio di due astronauti dei quattro presenti (arrivati con la navetta Orion) si trasferirà sulla HLS, che scenderà sulla superficie lunare per un soggiorno di circa due settimane, per poi riportare l'equipaggio sulla stazione Gateway alla fine della missione sulla superficie lunare.
Nella terza fase del processo, la NASA ha stipulato un contratto con SpaceX nell'aprile 2021 per sviluppare, produrre e mostrare l'affidabilità della Starship HLS. Un volo di prova senza equipaggio con atterraggio sul suolo lunare è previsto per il 2024. A seguito di tale test, è previsto un volo con equipaggio nell'ambito della missione Artemis 3, pianificata inizialmente per dicembre 2025. Tuttavia, a causa di ritardi da parte della NASA nella risoluzione di problematiche relative alla capsula Orion, la missione Artemis 2 è stata posticipata, al momento, al 2025. Ciò rende impossibile la partenza di Artemis 3 per la data inizialmente prevista. Secondo un report del GAO (U.S. Government Accountability Office), la timeline dell'intero programma Artemis era estremamente ambiziosa sin dal principio e vede più probabile la partenza di Artemis 3 non prima del 2027. A rendere variabile la data dell'allunaggio è anche l'incertezza legata ai tempi di sviluppo del progetto Starship di SpaceX. La versione HLS di Starship sarà sottoposta alla Critical Design Review (CDR) solo dopo che i test sui prototipi di Starship avranno dimostrato la capacità di rifornimento orbitale. Infatti, è solo in seguito alla CDR e alla System Integration Review (SIR) che il progetto HLS potrà passare alla fase di produzione vera e propria. 
La NASA ha successivamente stipulato un contratto per una versione aggiornata di Starship HLS da utilizzare nella missione Artemis 4, per lo sviluppo di lander più spaziosi ed economicamente più sostenibili.